# Kobresia fragilis
Kobresia fragilis är en halvgräsart som beskrevs av Charles Baron Clarke. Kobresia fragilis ingår i släktet sävstarrar, och familjen halvgräs. Inga underarter finns listade i Catalogue of Life.